# Matthew Perry
Matthew Langford Perry (Williamstown, 19 agosto 1969 – Los Angeles, 28 ottobre 2023) è stato un attore statunitense con cittadinanza canadese.
Ha ottenuto diverse nomination agli Emmy Award, ed è famoso soprattutto per aver partecipato alla serie televisiva Friends nella quale ha interpretato per dieci anni il personaggio di Chandler Bing.

## Biografia

### Origini
Matthew Perry era figlio dell'attore John Bennett Perry e Suzanne Marie Morrison Langford, ex segretaria stampa del Primo ministro canadese Pierre Trudeau, che però divorziarono prima del suo primo compleanno; il piccolo Matthew, nato nel Massachusetts, fu cresciuto da sua madre tra Ottawa e Montréal, in Canada. Da parte del nonno paterno, Alton L. Perry (1902-2003), Matthew aveva anche lontane origini portoghesi: un suo antenato, il reverendo John Perry (1558-1621), nato in Inghilterra, era figlio di Joseph Pereira e Gertrude Condida, nativi delle isole Azzorre.

### Carriera
Durante la scuola si interessò al tennis e divenne un giocatore di successo tra gli juniores; fu ammesso alla Rockcliffe Park Public School e poi all'Ashbury College, dove fece la sua prima esperienza recitativa in una produzione scolastica. A 15 anni Perry si trasferì da Ottawa a Los Angeles per andare a vivere con il padre e intraprendere la carriera di attore. Dopo qualche partecipazione sporadica in televisione alla fine degli anni ottanta, stava per iscriversi alla University of Southern California, quando gli venne offerto il ruolo di Chazz Russell nel programma televisivo Second Chance.
L'esperienza, però, durò una sola stagione e presto Perry tornò alle comparsate. All'inizio degli anni novanta, tentò di partecipare a un provino per Six of One di Marta Kauffman e David Crane, con entrambi i quali aveva già lavorato in Dream On; tuttavia, in base ai suoi risultati nell'episodio pilota LAX 2194, non fu ammesso all'audizione. Quando da Six of One si decise di trarre la situation comedy Friends fu però ammesso al provino e ottenne il ruolo che lo rese famoso, quello di Chandler Bing.
Partecipò a Beverly Hills 90210 nella prima stagione, dando volto al campione della West Beverly High. Nel 1995 prese parte, insieme con la collega Jennifer Aniston, a una serie di sketch promozionali per il sistema Microsoft Windows 95. Oltre a partecipare a Friends, Perry apparve in diversi film accanto a importanti attori come Tomas Milian, Salma Hayek (Mela e Tequila - Una pazza storia d'amore con sorpresa), Dylan McDermott (Appuntamento a tre) e Bruce Willis (FBI: Protezione testimoni e FBI: Protezione testimoni 2).
Noto principalmente per le sue interpretazioni umoristiche, Perry affrontò con successo anche ruoli drammatici, come il Consigliere Associato della Casa Bianca Joe Quincy in West Wing - Tutti gli uomini del Presidente; le sue tre apparizioni in quella serie gli valsero due nomination agli Emmy Award, nel 2003 e nel 2004. Ha partecipato anche a tre puntate della quinta stagione di Ally McBeal. 
Dopo la fine di Friends, Perry fece il suo debutto da regista in un episodio di Scrubs - Medici ai primi ferri (puntata 11, stagione 4) a cui prese anche parte come attore, insieme al padre. Il 13 agosto 2006 uscì negli Stati Uniti La storia di Ron Clark, in cui egli interpretava il ruolo del protagonista, insegnante in una piccola cittadina a cui viene affidata la classe più difficile del paese. Nel 2006 partecipò alla sitcom di Aaron Sorkin Studio 60 on the Sunset Strip, in onda sulla NBC, interpretando uno scrittore che cerca di salvare uno spettacolo sull'orlo del fallimento. Nel 2007 uscì il film Numb, una commedia su uno scrittore cronicamente depresso. Del 2009 è 17 Again - Ritorno al liceo in cui Perry fu al fianco del teen-idol Zac Efron. Nel 2012 l'attore recitò in quattro episodi di The Good Wife, nei panni dell’avvocato Mike Kresteva, ruolo ripreso anche nel 2017 nello spin-off The Good Fight.

### Dipendenze e problemi di salute

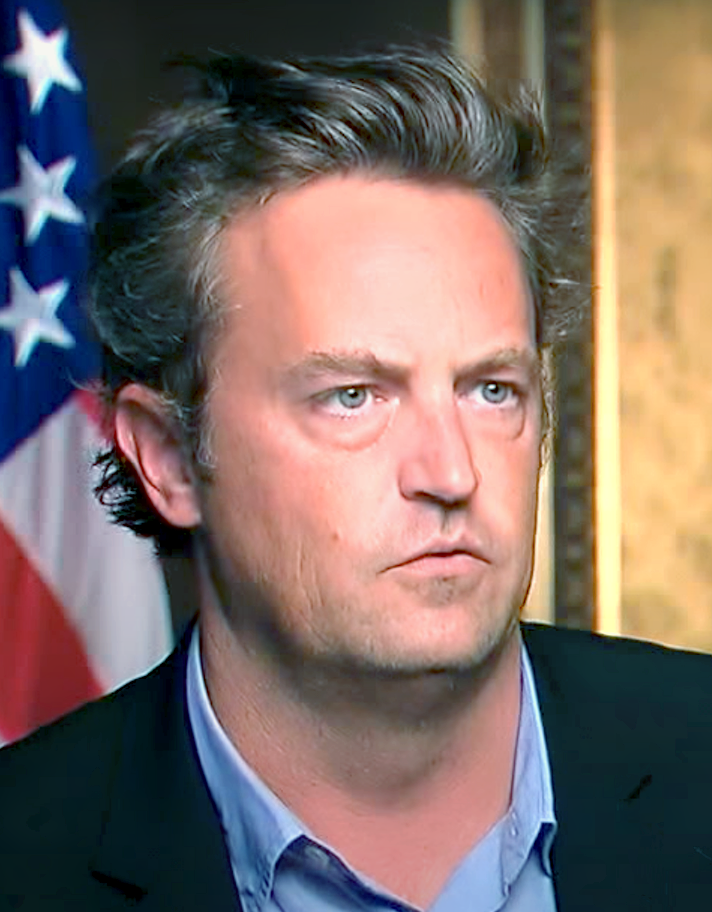
Matthew Perry parla del National Drug Control Policy Program alla Casa Bianca (Washington) nel 2012.

Come da lui dichiarato, Matthew Perry iniziò a consumare grandi quantità di alcolici a partire dal 1983, all'età di soli 14 anni. Nel 1997 l'attore rimase vittima di un brutto incidente in moto d'acqua, in seguito al quale sviluppò una dipendenza dal Vicodin, al punto da assumere addirittura 55 pillole al giorno di tale farmaco e pesare soli 58 kg; le sue condizioni di salute peggiorarono al punto da costringerlo a dover intraprendere un programma di riabilitazione di 28 giorni nello stesso anno. Il 18 maggio 2000 venne ricoverato al Cedars-Sinai Medical Center di Los Angeles dove gli fu diagnosticata una cirrosi epatica, mentre nel febbraio 2001 entrò poi nuovamente in cura per disintossicarsi dalla dipendenza da Vicodin, metadone, anfetamine e alcol, che lo costrinse a prendersi una lunga pausa dalle riprese di Friends e Serving Sara.
Ben presto l'alcolismo di cui soffriva si aggravò ulteriormente, tanto che ormai era chiaro quanto ormai vivesse cercando pretesti per poter bere. Sul set di Friends si presentò diverse volte ubriaco, spesso reggendosi a malapena in piedi, tremolante o vittima di sudorazione incontrollata per via dell'effetto di varie droghe di cui nel frattempo aveva iniziato ad abusare quali cocaina e benzodiazepine. Rivelò tra l'altro, all'interno del libro Friends, amanti e la Cosa terribile che, a causa di ciò, non ricordava almeno tre anni del periodo in cui aveva recitato nella serie, tra la terza e la sesta stagione. In un'occasione addirittura finse di provare un forte dolore solo per ottenere una prescrizione di 1.800 milligrammi di idrocodone al giorno, oltre che infusioni giornaliere di ketamina. Fu in riabilitazione un totale di 15 volte e in due occasioni fu internato in altrettanti ospedali psichiatrici, oltre a seguire 6.000 incontri di alcolisti anonimi, e registrò complessivamente tra le 60 e le 70 ricadute, per un totale di circa 9 milioni di dollari spesi per disintossicarsi. Molti dei suoi colleghi, familiari e le poche persone a lui vicine con le quali ebbe il coraggio di confidarsi tentarono di dissuaderlo dall'assumere alcolici o invitarlo a rivolgersi a programmi riabilitativi, ma ogni tentativo di allontanarlo dalla droga fu vano.
Nel 2018 rischiò di morire, a causa dell'esplosione del colon sopraggiunta durante il suo ricovero in ospedale in seguito a una perforazione gastrointestinale. Ciò rese quindi necessario tenerlo attaccato per nove mesi ad un macchinario per l'ossigenazione forzata e, sebbene i medici avessero dichiarato che ci fosse solo il 2% di probabilità che superasse la notte, Perry sopravvisse miracolosamente. Le sue dipendenze furono causa peraltro di numerosi e gravi problemi di salute, a seguito dei quali fu sottoposto a 14 interventi chirurgici allo stomaco, entrò in coma nel 2018 ed ebbe un arresto cardiaco nel 2020. Il suo peso oscillò inoltre fortemente nel corso della sua vita, variando dai circa 60 kg iniziali, causati da una pancreatite, a quasi 128 kg.
Perry fu inoltre in cura con antidepressivi e ansiolitici.

### Morte e commemorazioni
Il 28 ottobre 2023, all'età di 54 anni, Perry fu trovato morto nella vasca idromassaggio della sua abitazione di Pacific Palisades, a Los Angeles. La mattina dello stesso giorno, l'attore aveva giocato una partita di pickleball, poi aveva mandato il suo assistente a svolgere alcune commissioni. Fu proprio quest'ultimo che, non riuscendo più a mettersi in contatto con l'attore, lanciò l'allarme.
In seguito alla scomparsa di Perry, numerosi furono i messaggi di cordoglio da parte di diverse personalità del mondo dello spettacolo e non, tra cui del Primo ministro canadese Justin Trudeau, del quale Perry era grande amico. Il cantante Charlie Puth, durante un concerto a Melbourne cantò I'll Be There For You, sigla di Friends, in memoria dell'attore scomparso.
I funerali hanno avuto luogo il 3 novembre 2023 in forma strettamente privata presso il Forest Lawn Memorial Park (davanti agli studi della Warner Bros.), dove sorge la cappella di famiglia nella quale fu inumato l'attore. Alla funzione presenziarono solo i parenti e gli amici più stretti, tra i quali i colleghi del cast di Friends.

### Indagini sulla morte
L'autopsia escluse la morte per annegamento, non essendo stata rinvenuta acqua nei polmoni, e l'overdose di fentanyl e metanfetamine, ma in un primo momento non riuscì a chiarire le cause del decesso. Per questo motivo, furono disposti ulteriori accertamenti e test tossicologici, sebbene la polizia non avesse rinvenuto droghe nell'abitazione di Perry.
I successivi accertamenti chiarirono infine che l'attore morì per "effetti acuti" della ketamina, che assumeva come terapia antidepressiva, e che alla crisi respiratoria causata da tale sostanza contribuirono altri fattori quali la terapia con buprenorfina, usata per trattare la sua dipendenza da oppioidi, la sua malattia coronarica e l'annegamento nella vasca, classificando inizialmente la sua morte come accidentale.
Successivamente però i test effettuati sul sangue dell'attore evidenziarono un livello di ketamina troppo alto per essere legato al solo uso terapeutico di tale farmaco, anche considerato il fatto che l'ultima terapia risaliva a una settimana e mezzo prima del decesso.
Nell'agosto 2024 la polizia arrestò cinque persone, tra le quali due medici, una nota spacciatrice e l'assistente di Perry, con l'accusa di aver procurato e somministrato a scopo di lucro la ketamina che causò la morte dell'attore.. I due medici sarebbero stati i fornitori iniziali di ketamina, ma a causa dei prezzi troppo alti, in un secondo momento l'attore si sarebbe rivolto alla spacciatrice, acquistandone oltre cinquanta fiale. Secondo le ricostruzioni degli agenti, negli ultimi quattro giorni di vita, il suo assistente gli avrebbe somministrato oltre 20 dosi di principio attivo e negli ultimi mesi Perry non si sarebbe limitato al solo uso terapeutico della sostanza, ma ne avrebbe abusato con dosi sempre più elevate e frequenti, andando incontro anche a malori, fino al 28 ottobre, giorno in cui avrebbe assunto ben tre dosi massicce di ketamina, l'ultima delle quali poco prima del decesso.

## Filmografia

### Attore

#### Cinema
- Le ragazze di Jimmy (A Night in the Life of Jimmy Reardon), regia di William Richert (1988)
- Giù le mani da mia figlia! (She's Out of Control), regia di Stan Dragoti (1989)
- Student Body (Getting In), regia di Doug Liman (1994)
- Mela e Tequila - Una pazza storia d'amore con sorpresa (Fools Rush In), regia di Andy Tennant (1997)
- Almost Heroes, regia di Christopher Guest (1998)
- Appuntamento a tre (Three to Tango), regia di Damon Santostefano (1999)
- FBI: Protezione testimoni (The Whole Nine Yards), regia di Jonathan Lynn (2000)
- Faccia a faccia (The Kid), regia di Jon Turteltaub (2000) - cameo non accreditato
- Tutta colpa di Sara (Serving Sara), regia di Reginald Hudlin (2002)
- FBI: Protezione testimoni 2 (The Whole Ten Yards), regia di Howard Deutch (2004)
- The Ron Clark Story (The Triumph), regia di Randa Haines (2006)
- Terapia d'amore (Numb), regia di Harris Goldberg (2007)
- Birds of America - Una famiglia incasinata (Birds of America), regia di Craig Lucas (2008)
- 17 Again - Ritorno al liceo (17 Again), regia di Burr Steers (2009)

#### Televisione
- 240-Robert – serie TV, episodio 1x06 (1979)
- Not Necessarily the News – serie TV, episodio 1x10 (1983)
- Babysitter – serie TV, episodio 1x20 (1985)
- Il mio amico Ricky (Silver Spoons) – serie TV, episodio 5x06 (1986)
- Second Chance / Boys Will Be Boys – serie TV, 21 episodi (1987-1988)
- Morning Maggie – film TV (1987)
- La sera del ballo (Dance 'Til Dawn), regia di Paul Schneider – film TV (1988)
- Mr. Belvedere – serie TV, episodio 4x16 (1988)
- Dieci sono pochi (Just the Ten of Us) – serie TV, episodio 2x04 (1988)
- Autostop per il cielo (Highway to Heaven) – serie TV, episodi 5x02-5x03 (1988)
- Il cane di papà (Empty Nest) – serie TV, episodio 1x21 (1989)
- Genitori in blue jeans (Growing Pains) – serie TV, episodi 4x11-4x15-4x20 (1989)
- Sydney – serie TV, 13 episodi (1990)
- Storia di Anna (Call me Anna), regia di Gilbert Cates – film TV (1990)
- Casalingo Superpiù (Who's the Boss?) – serie TV, episodio 7x08 (1990)
- Beverly Hills 90210 – serie TV, episodio 1x19 (1991)
- Sibs – serie TV, episodio 1x18 (1992)
- Dream On – serie TV, episodio 3x23 (1992)
- Home Free – serie TV, 13 episodi (1993)
- Ordinaria follia (Deadly Relations), regia di Bill Condon – film TV (1993)
- L.A.X. 2194 – episodio pilota scartato (1994)
- Parallel Lives, regia di Linda Yellen – film TV (1994)
- Friends – serie TV, 236 episodi (1994-2004) – Chandler Bing
- The John Larroquette Show – serie TV, episodio 2x21 (1995)
- Caroline in the City – serie TV, episodio 1x06 (1995)
- Ally McBeal – serie TV, episodi 5x16-5x17 (2002)
- West Wing - Tutti gli uomini del Presidente (The West Wing) – serie TV, episodi 4x20-4x21-5x07 (2003)
- Scrubs - Medici ai primi ferri (Scrubs) – serie TV, episodio 4x11 (2004)
- Friday Night Lights Lost Scene, regia di Neil Mandt – cortometraggio (2005)
- Studio 60 on the Sunset Strip – serie TV, 22 episodi (2006-2007)
- La storia di Ron Clark (The Ron Clark Story), regia di Randa Haines – film TV (2006)
- The End of Steve – episodio pilota scartato (2008)
- Mr. Sunshine – serie TV, 13 episodi (2011)
- Childrens Hospital – serie TV, episodio 3x03 (2011)
- The Good Wife – serie TV, 4 episodi (2012-2013)
- Go On – serie TV, 22 episodi (2012-2013)
- Cougar Town – serie TV, episodio 5x02 (2013)
- Web Therapy – serie TV, episodi 4x10-4x11 (2015)
- The Odd Couple – serie TV, 38 episodi (2015-2017)
- The Good Fight – serie TV, 3 episodi (2017)
- I Kennedy: la storia continua – miniserie, 4 episodi (2017)
- Friends: The Reunion, regia di Ben Winston – speciale TV (2021)

### Doppiatore
- I Simpson - serie TV, episodio 13x01 (2001)
- Fallout: New Vegas - videogioco (2010)

### Produttore
- Terapia d'amore (Numb), regia di Harris Goldberg (2007)
- The End of Steve, regia di Peter Tolan - film TV (2008)
- Mr. Sunshine - serie TV, 8 episodi (2011)
- Go On - serie TV, 21 episodi (2012-2013)

### Sceneggiatore
- Imagining Emily (1999)
- The End of Steve, regia di Peter Tolan - film TV (2008)
- Mr. Sunshine - serie TV, 13 episodi (2011)

### Regista
- Scrubs - Medici ai primi ferri - serie TV, episodio 4x11 (2004)

## Teatro

### Drammaturgo
- The End of Longing (2016)

### Attore
- Sexual Perversity in Chicago di David Mamet, regia di Lindsay Posner. Comedy Theatre di Londra (2003)
- The End of Longing di Matthew Perry, regia di Lindsay Posner. Playhouse Theatre di Londra (2016), Lucille Lortel Theatre di New York (2016)

## Doppiatori italiani
Nelle versioni in italiano delle opere in cui ha recitato, Matthew Perry è stato doppiato da:
- Massimo De Ambrosis in Friends, Ally McBeal, FBI: Protezione testimoni, Scrubs - Medici ai primi ferri, Tutta colpa di Sara, FBI: Protezione testimoni 2, Studio 60 on the Sunset Strip, 17 Again - Ritorno al liceo, Mr. Sunshine, The Kennedys, Friends: The Reunion
- Vittorio Guerrieri in Terapia d'amore, Birds of America - Una famiglia incasinata
- Antonio Sanna in Mela e Tequila - Una pazza storia d'amore con sorpresa, West Wing - Tutti gli uomini del Presidente
- Roberto Certomà in The Good Wife, The Good Fight
- Federico Fallini ne La sera del ballo
- Francesco Pannofino in Giù le mani da mia figlia!
- Stefano Benassi in Almost Heroes
- Gaetano Lizzio in Faccia a faccia
- Alessandro Quarta in Appuntamento a tre
- Fabrizio Vidale in Cougar Town

Da doppiatore è stato sostituito da:
- Francesco Prando ne I Simpson

## Opere
- «Friends», amanti e la Cosa Terribile, traduzione di Chiara Spaziani, Milano, La nave di Teseo, 2022. ISBN 9788893951432.